# Terpsihora

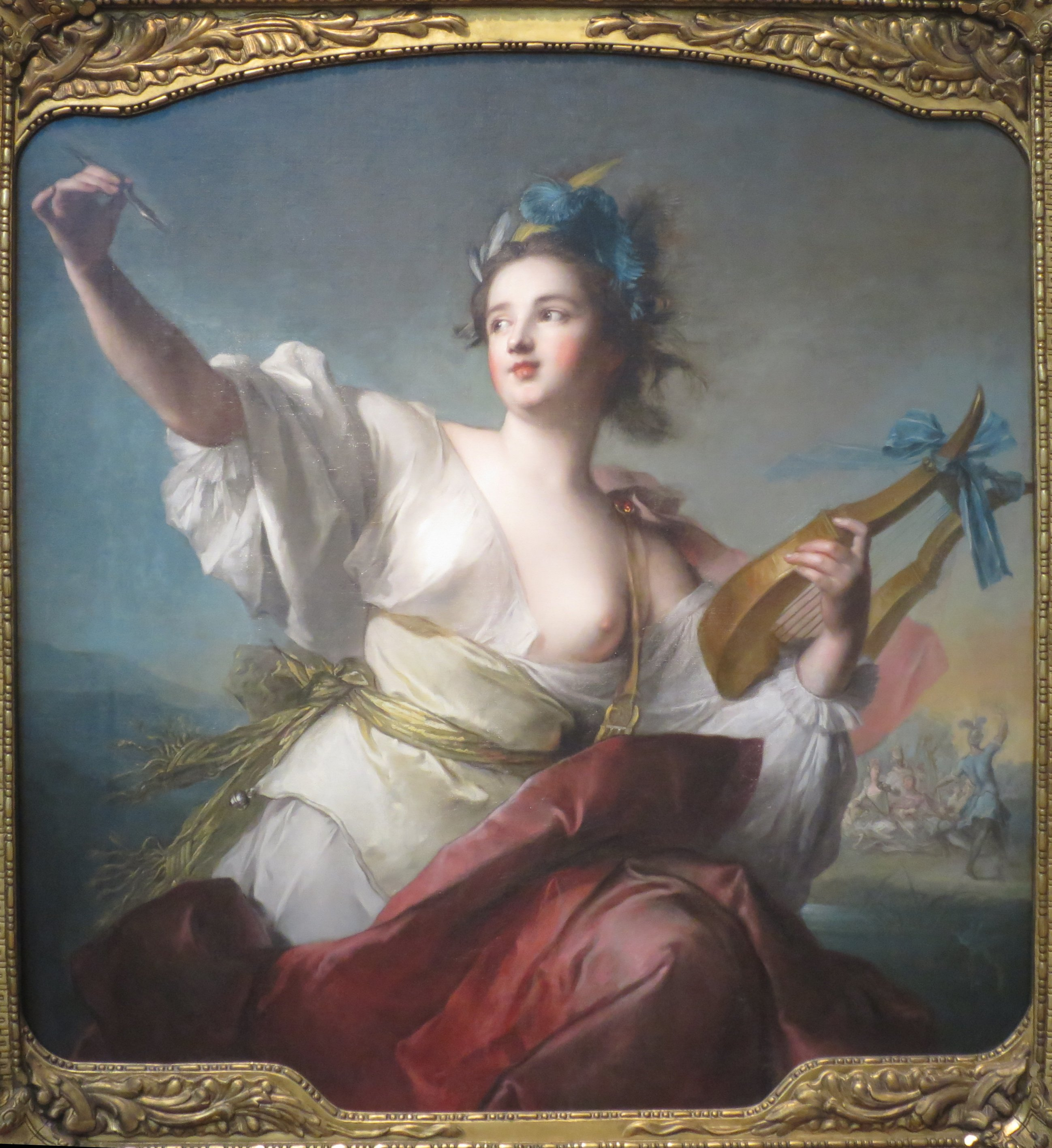
Terpsichore, Muza Muzicii și a Dansului
(tablou de Jean-Marc Nattier, 1739)

Terpsihora este una dintre cele nouă muze, fiica lui Zeus și Mnemosyne.

## Mitologie
Numele ei provine din unirea cuvintelor grecești τερπέω – „delectare” și χoρός – „dans”. În epoca clasică era considerată muza dansului și a muzicii de cor.
Terpsihora este menționată de Hesiod, Pindar, Apollodorus, Apollonius Rhodius, Platon, Diodorus Siculus.
Celelalte opt muze sunt: Calliope, Clio, Erato, Euterpe, Melpomene, Polyhymnia, Thalia și Urania.